# 基特雷爾鎮區 (北卡羅萊納州萬斯縣)
基特雷爾鎮區（英語：Kittrell Township）是位於美國北卡羅萊納州萬斯縣的一個鎮區。

## 地方資料
基特雷爾鎮區的面積為123.54平方千米，皆為陸地。根據2020年美國人口普查的數據，當地共有人口5649人，而人口密度為每平方千米45.73人。